# میلاگرس
میلاگرس (به اسپانیایی: Milagros (Burgos)) یک شهرستان و female given name در اسپانیا است که در Ribera del Duero واقع شده‌است.